# Cossecante hiperbólica
A cossecante hiperbólica é uma função hiperbólica. É obtida a partir da razão entre 1 e o seno hiperbólico, de forma similar à relação trigonométrica da cossecante.
{\displaystyle \operatorname {csch} (t)={1 \over {senh(t)}}\Leftrightarrow }
{\displaystyle \Leftrightarrow \operatorname {csch} (t)={1 \over {e^{t}-e^{-t} \over 2}}\Leftrightarrow }
{\displaystyle \Leftrightarrow \operatorname {csch} (t)={2 \over e^{t}-e^{-t}}}